# سیارک ۲۵۵۱۳
سیارک ۲۵۵۱۳ (به انگلیسی: 25513 Weseley، نامگذاری:1999XM98) بیست و پنج هزار و پانصد و سیزدهمین سیارک کشف شده‌است که در ۷ دسامبر ۱۹۹۹ کشف شد.
قدر مطلق سیارک برابر ۱۴.۸ است.